# Segura de los Baños
Segura de los Baños (aragónul Segura de los Banyos) község Spanyolországban, Teruel tartományban.  Lakosainak száma 48 fő (2024).

## Népesség
A település népessége az utóbbi években az alábbiak szerint változott:
| Lakosok száma | 47   | 39   | 39   | 40   | 40   | 39   | 43   | 38   | 42   | 48   |
|               | 2001 | 2004 | 2007 | 2009 | 2012 | 2014 | 2017 | 2019 | 2022 | 2024 |